# Référendum tchèque sur l'adhésion à l'Union européenne
Pour les autres articles nationaux ou selon les autres juridictions, voir Référendum sur la constitution européenne.

L'Union européenne et la Tchéquie juste avant son adhésion en 2004

Le référendum tchèque de 2003 est un référendum organisé en République tchèque le 13 et 14 juin 2003 afin de proposer à la population l'adhésion de la République tchèque à l'Union européenne.
L'entrée dans l'Union est approuvée par plus de 77 % des votants, pour un taux de participation d'un peu plus de 55 %.
À la suite de ce résultat, la République tchèque signe le traité d'Athènes en 2003 et intègre l'Union européenne le 1er mai 2004, lors du cinquième élargissement de l'Union européenne.

## Campagne
Les sondages d’opinion à la veille du référendum montre un soutien du « oui » entre 63 % et plus de 70 %, avec les taux de soutien les plus élevés parmi les jeunes, les plus riches et les plus diplômés.

## Résultats
| Choix                     | Votes     | %     |
| ------------------------- | --------- | ----- |
| Pour                      | 3 446 758 | 77,33 |
| Contre                    | 1 010 448 | 22,67 |
|                           |           |       |
| Votes valides             | 4 459 645 | 97,79 |
| Votes blancs et invalides | 100 754   | 2,21  |
| Total                     | 4 560 399 | 100   |
| Abstention                | 3 699 126 | 44,79 |
| Inscrits/Participation    | 8 259 525 | 55,21 |